# Chyulu (berg i Kenya)
Chyulu är ett berg i Kenya. Det ligger i den södra delen av landet, 190 km sydost om huvudstaden Nairobi. Toppen på Chyulu är 2 047 meter över havet.
Terrängen runt Chyulu är huvudsakligen lite bergig. Runt Chyulu är det mycket glesbefolkat, med 4 invånare per kvadratkilometer. I omgivningarna runt Chyulu växer huvudsakligen savannskog.